# Siegfried Schönherr (Militärökonom)
Siegfried Schönherr (* 25. Juli 1934 in Bad Elster i. V.) ist ein deutscher Militärökonom, ehemaliger Oberst der Nationalen Volksarmee und Heimatforscher (Region oberes Vogtland).
Er war Professor für Militärökonomie (1981) an der Militärakademie „Friedrich Engels“ der NVA in Dresden (1961–1990), mit Lehrauftrag auch an anderen zivilen Hochschulen der Deutschen Demokratischen Republik.

## Leben

### Herkunft und Ausbildung
Siegfried Schönherr wurde am 25. Juli 1934 in Bad Elster i. V. geboren. Nach dem Besuch der Grundschule Sohl/Mühlhausen i. V. legte er an der Erweiterten Grund- und Oberschule Oelsnitz i. V. die Abiturprüfung ab (1952).
Im Jahr 1952 trat er in die Kasernierte Volkspolizei (KVP) der DDR ein. Nach einer kurzen Grundausbildung in verschiedenen KVP-Bereitschaften und kommissarischer Mitarbeit in einer Regimentspolitabteilung absolvierte er die Politoffiziersschule der KVP in Berlin-Treptow (1953–1955).

### Berufliche Laufbahn (bis 1990)
Nach seiner Ernennung zum Offizier (1955) war Schönherr bis 1957 als Klubleiter an der Nachrichtenschule der KVP in Pirna tätig. Im März 1956 wurde Siegfried Schönherr in die Nationale Volksarmee (NVA) übernommen und als Fachlehrer für Geschichte (1956–1958) an der Infanterieschule der NVA in Plauen eingesetzt. Extern schloss er die Fachschullehrer-Prüfung ab. In einem Lehrgang (1959–1961) des Franz-Mehring-Instituts der Karl-Marx-Universität Leipzig qualifizierte er sich an der Politoffiziersschule der NVA in Berlin-Treptow zum Diplomlehrer.
Siegfried Schönherr begann im Herbst 1961 seine wissenschaftliche und Hochschullehrer-Laufbahn an der Militärakademie „Friedrich Engels“ (MAFE) in Dresden mit einem Lehrauftrag als Fachlehrer (1961–1965) für Politische Ökonomie.
Nach einer berufsbegleitenden, außerplanmäßigen Aspirantur an der Militärakademie wurde Schönherr 1965 zum ersten akademischen Titel Doktor der Philosophie (Dr. phil.) promoviert – mit einer Dissertation zur Logistik der Bundeswehr.
Ab 1965 arbeitete er als Hauptfachlehrer und Fachgruppenleiter Militärökonomie und wurde 1968 zum (Hochschul-)Dozenten berufen.
An der Technischen Universität Dresden absolvierte er von 1971 bis 1973 berufsbegleitend ein postgraduales Studium Betriebswirtschaft. Seine Promotion B (1975) an der Militärakademie zum Doktor der Ökonomischen Wissenschaften (Dr. sc. oec.) folgte – mit einer Gemeinschaftsarbeit zur Ökonomie in den Streitkräften (ÖSK). Schönherr wurde 1981 zum außerordentlichen Professor für Politische Ökonomie und Militärökonomie berufen.
Schönherr gilt als Mitbegründer der allgemeinen Theorie der Militärökonomie in der DDR. Er entwickelte eine Theorie sowie ein didaktisches Lehrgebäude der ökonomischen Sicherstellung der Landesverteidigung. Er erhielt Lehraufträge an der Humboldt-Universität zu Berlin (Sektion Militärfinanzen), der Hochschule für Verkehrswesen „Friedrich List“ (Sektion Militärtransportwesen) und der Bauhochschule Cottbus (Sektion Militärbauwesen).
Schönherr war Mitglied des Wissenschaftlichen Rates der Militärakademie und leistete Mitarbeit im Wissenschaftlichen Rat für die wirtschaftswissenschaftliche Forschung bei der Akademie der Wissenschaften der DDR, beim Ministerium für Nationale Verteidigung, beim Ministerium für das Hoch- und Fachschulwesen sowie bei der Hochschule für Ökonomie „Bruno Leuschner“.
Vor der Auflösung der NVA im Zuge der Herstellung der Einheit Deutschlands wurde Siegfried Schönherr am 30. September 1990 entlassen.

### Wissenschaftliche Tätigkeit (ab 1991)
Siegfried Schönherr war im Oktober 1990 Gründungsmitglied der Dresdener Studiengemeinschaft Sicherheitspolitik e. V. und von 1994 bis zu deren Auflösung  Vorstandsmitglied. Er publizierte in der Schriftenreihe DSS-Arbeitspapiere und war verantwortlicher Redakteur für 47 Ausgaben der Reihe.
Am Beginn der 1990er Jahre wurde Schönherr Mitglied in der Gesellschaft für Militärökonomie e. V. und gehörte dem Vorstand bis 1993 an. Er publizierte in deren Auftrag militärökonomische Arbeiten, darunter zur Rüstungskonversion.
Für eine kurze Zeit arbeitete er freiberuflich für private und öffentlich geförderte Konversionsinstitute.
Schönherr ist Autor und seit 2007 Herausgeber mehrerer wissenschaftlicher Publikationen zur heimatkundlichen Erforschung des oberen Vogtlandes und veröffentlicht in einschlägigen Zeitschriften. Er ist Mitglied der Vogtländischen Literaturgesellschaft „Julius Mosen“.

### Auszeichnungen
- 1984 Friedrich-Engels-Preis der DDR, dritter Klasse für seinen Anteil an Buchveröffentlichungen über Ökonomie und Landesverteidigung.
- 1975 Friedrich-Engels-Preis der DDR, dritter Klasse, für seinen Anteil an der Dissertation zur Ökonomie in den Streitkräften.[12]
- 2022 Vogtländischer Literaturpreis für autobiografisch-regionalgeschichtliche Publikationen.[13]